# Distrikt Salcahuasi
Der Distrikt Salcahuasi liegt in der Provinz Tayacaja in der Region Huancavelica im Südwesten von Zentral-Peru. Der Distrikt wurde am 18. Juni 1987 gegründet. Er besitzt eine Fläche von 116 km². Beim Zensus 2017 wurden 2835 Einwohner gezählt. Im Jahr 1993 lag die Einwohnerzahl bei 4545, im Jahr 2007 bei 3821. Sitz der Distriktverwaltung ist die 3150 m hoch gelegene Ortschaft Salcahuasi mit 275 Einwohnern (Stand 2017). Salcahuasi befindet sich 35 km nordnordöstlich der Provinzhauptstadt Pampas.

## Geographische Lage
Der Distrikt Salcahuasi liegt in der peruanischen Zentralkordillere im Nordosten der Provinz Tayacaja. Der Distrikt liegt am linken Flussufer des nach Norden strömenden Río Mantaro. Im Norden wird der Distrikt vom Río Pariahuanca begrenzt.
Der Distrikt Salcahuasi grenzt im Süden und im Westen an den Distrikt Salcabamba, im äußersten Nordwesten an den Distrikt San Marcos de Rocchac, im Norden an den Distrikt Pariahuanca (Provinz Huancayo) sowie im Osten an den Distrikt Surcubamba.

## Ortschaften
Im Distrikt gibt es neben dem Hauptort folgende größere Ortschaften:
- Chuyapata
- Huaccayrumi (256 Einwohner)
- Huamanmarca
- La Loma
- Muchca
- Palmapampa
- San Antonio (200 Einwohner)
- Santa Cruz de Pueblo Libre
- San José de Silva
- Urpay